# Bryggja
Bryggja es una localidad situada en el municipio de Stad, en la provincia de Vestland, Noruega. Tiene una población estimada, a inicios de 2022, de 342 habitantes.